# Pompertuzat
Pompertuzat è un comune francese di 2 058 abitanti situato nel dipartimento dell'Alta Garonna nella regione dell'Occitania. I suoi abitanti sono chiamati Pompertuziens.

## Società

### Evoluzione demografica
Abitanti censiti